# Миноритенкирхе
Миноритенкирхе (нем. Minoritenkirche) — церковь Миноритов в готическом стиле. Расположена во Внутреннем Городе Вены, Австрия.
Венская церковь миноритов (итальянская национальная церковь Марии Снежной) — это римско-католическая зальная церковь на Миноритенплац в центральной части города в 1-м районе Вены, где проживает венская италоязычная община. С 29 июня 2021 года церковь является собственностью Священнического братства Святого Пия X. (FSSPX), которому церковь была передана в дар предыдущим владельцем, итальянской конгрегацией Девы Марии Снежной.
Место под строительство церкви было отдано последователям Франциска Ассизского в 1224 году. Краеугольный камень был заложен королём Чехии Пржемыслом Оттокаром II в 1276 году. Позже герцог Альбрехт II спонсировал возведение церкви, в частности главного портала. При Габсбургах в церкви было проведено большое строительство. В 1328 году герцогиня Австрии Бланка Французская, супруга герцога Рудольфа III, возвела капеллу в честь своего деда Людовика IX, короля Франции. Капелла использовалась в качестве усыпальницы в XIV—XV веках. Строительство церкви было завершено в 1350 году.

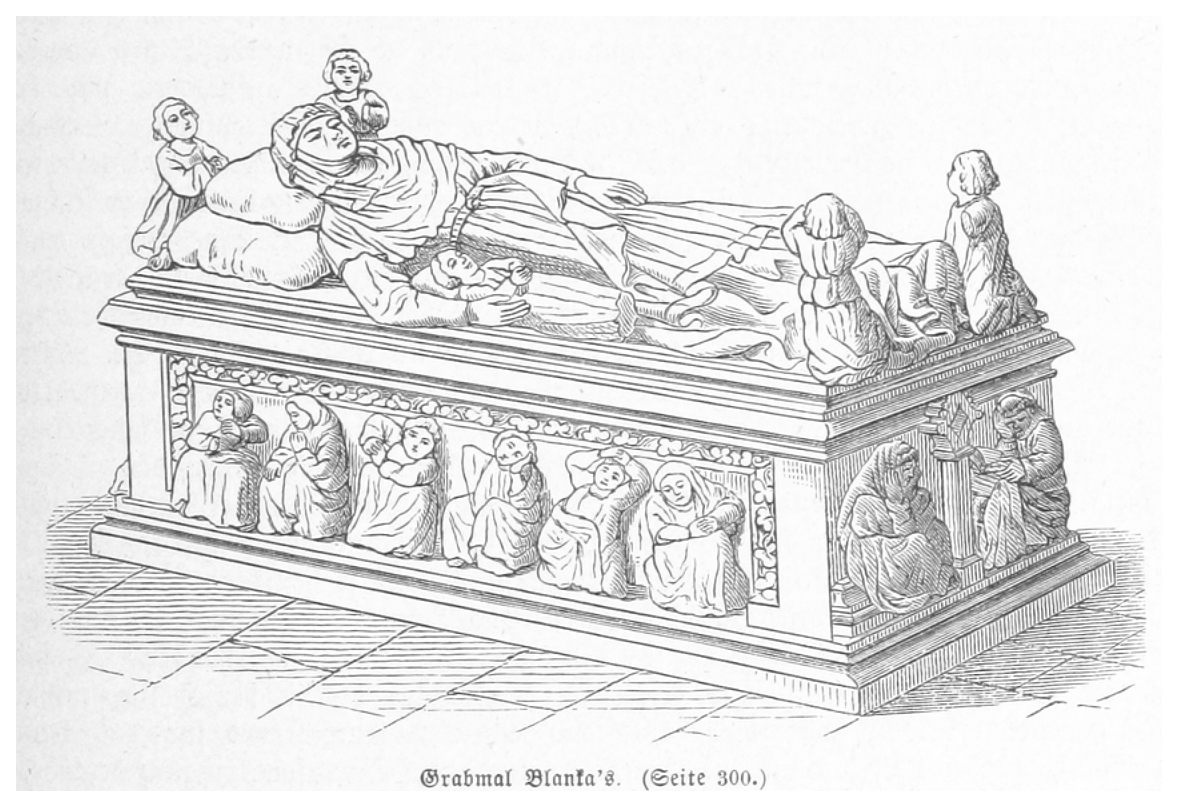
Рисунок гробницы Бланки Французской, утраченной приблизительно в 1784 году.

Верхушка колокольни была повреждена во время первой австро-турецкой войны, восстановлена, а затем вновь разрушена во время второй австро-турецкой войны; после этого шпиль был заменён плоской крышей.
В 1782 году, когда император Иосиф II передал церковь Италии в качестве подарка, она получила название «церковь Марии в снегах».
Длина церкви составляет 45 м, ширина 35 м, ширина нефа 15 м, а высота достигает 54 м.
В церкви похоронены Бланка Французская, Изабелла Арагонская и Маргарита Маульташ.

## История
Минориты или братья минориты (fratres minores), племя, из которого вырос орден францисканцев, они были призваны в Австрию герцогом Леопольдом VI в 1224 году и основали Венский монастырь миноритов. После городского пожара 1275 года король Оттокар Пржемысл заложил первый камень в основание новой церкви монастыря миноритов. Это была одна из первых готических церквей в восточной части Австрии и, вероятно, состояла из двухнефного нефа с пристроенным длинным хором. После гибели Оттокара в битве при Марчфельде, гроб с его телом пролежал здесь для прощания тридцать недель.
Значительные изменения произошли при первых правителях Австрии Габсбургах. Бланка Французская (1282—1305), супруга герцога Рудольфа III Австрийского, приказала пристроить к северной стороне нефа капеллу в честь своего деда, Святого Людовика Французского, строительство которой было завершено в 1328 году. Она имела отдельный вход и не была связана с нефом. Это изменилось примерно в 1340 году, когда капелла Людовика была объединена с нефом, который до этого имел два нефа, образуя теперь трехнефную церковь с двумя хорами. В нефе были установлены новые связующие опоры, а на западе был добавлен дополнительный пролёт и новый портал. Все здание построено по образцу французской соборной архитектуры. Мастера неизвестны, но предполагается, что ведущую роль играл Якобус Паризиенсис, духовник герцога Альбрехта II.
В портале также используется французская схема, что довольно редко встречается в Австрии. Тимпан разделен на три поля круговыми штрихами, в среднем поле изображен Христос на ветвистом кресте. Слева Мария с Марией Магдалиной и другие женские фигуры, справа Иоанн Евангелист, сотник Лонгин и другие мужские фигуры. Крайние мужская и женская фигуры могут представлять герцога Альбрехта II и его жену Иоганну фон Пфирт, тем более что на мужской фигуре, похоже, надета герцогская шляпа. Фигуры изображены очень элегантно и деликатно — вероятно это французское влияние, в то же время важная стилистическая особенность мастерской миноритов, можно проследить примерно до 1360 года.
Церковь расположена недалеко от венского Хофбурга и представляет собой скорее стиль с влиянием двора, чем типичную архитектуру мендикантов (нищенствующих монашеских орденов), что также подтверждается наличием у неё башни.
В последующие века церковь оставалась практически неизменной, за исключением того, что во время различных войн и осад башня неоднократно страдала: Во время первой австро-турецкой войны в 1529 году впервые был разрушен шпиль, но восстановлен около 1633 года. В 1683 году шпиль снова пал жертвой второй австро-турецкой войны, а разрушенная шлемовидная крыша была заменена плоской.
Решающий перелом наступил в 1782 году, когда минориты были переселены в бывшую церковь белых испанцев, Альсеркирхе, в рамках религиозной политики Иосифа II. В следующем году 3 июня 1784 года, по инициативе монарха, церковь миноритов перешла в собственность итальянской конгрегации Девы Марии Снежной. В ходе этого она была помещена под покровительство Марии Снежной (Мадонна делла Неве), в связи с образом благодати, почитаемым в Санта-Мария Маджоре — этот патроциниум существует и по сей день.
Итальянская конгрегация — это католическая светская конгрегация, которая была основана в 1625 году как марианская община итальянцев в Вене. С 1774 по 1784 год она была владельцем бывшей капеллы Святой Екатерины (бывшей церкви Венского императорского госпиталя), расположенной рядом с церковью миноритов, которая была явно слишком мала для её посещения итальянской общиной Вены, численностью около 7 000 человек. Это недовольство было устранено путем перемещения итальянской общины в бывшую Миноритенкирхе.
В ходе переселения миноритов был перемещен крест с изображением Христа над главным алтарем бывшей миноритской церкви Вены в Вимпассинг, поэтому, когда он позже вернулся в Вену, его стали называть Вимпассингским крестом. Его копия сегодня висит в соборе Святого Стефана, где оригинал был уничтожен во время соборного пожара 1945 года. В ходе переосвящения бывшей миноритской церкви Иоганном Фердинандом Хетцендорфом фон Хоэнбергом были произведены многочисленные переделки, направленные, прежде всего, на удаление из интерьера барочных компонентов. Тем не менее, в конечном итоге это не было «реготизацией», как это часто называли, так как части готического здания церкви также были удалены — а именно длинный хор.
После 1900 года произошли последние изменения, в частности, были пристроены хоры, похожие на ризницу, к востоку (на месте длинных хоров) и аркада к южной части церкви. В 1902 году Луи фон Джакомелли был назначен членом строительной комиссии итальянской конгрегации «Мадонна делла Неве» (Марии Снежной), а с 1903 по 1909 год, после смерти Виктора Лутца, он руководил реставрацией, реконструкцией и строительством пристроек к бывшей миноритской церкви, которая обязана ему своим нынешним обликом.
В ходе подземного строительства в конце 1980-х годов были обнаружены фундаментные стены длинного хора, которые сейчас прослеживаются на площади.
С 1784 года о духовной заботе конгрегации Итальянской национальной церкви заботились частично епархиальные священники, частично религиозные священники, такие как Редемптористы, Облиты Святого Иосифа и Салезианцы. С 1957 по 2019 год за пастырскую заботу отвечали отцы ордена миноритов. По инициативе Венской архиепархии часть итальянской религиозной общины была переведена в приходскую церковь Альзер Ворштадт после того, как владелец Миноритенкирхе прекратил действие ордена миноритов с декабря 2018 года по 30 июня 2019 года, а другая часть осталась у Итальянской национальной церкви. Святые мессы на итальянском языке в Венской Миноритенкирхе продолжают проводиться, как обычно по субботам в 17:00 и воскресеньям в 11:00.
С 29 июня 2021 года священническое братство Святого Пия X владеет церковью, а с 3 июня 2022 года будет делить её использование с итальянской конгрегацией и существующей итальянской общиной. Здесь также будет продолжать работать Итальянская школа.

## Орган
Орган с 20 остановками и двумя мануалами за готическим фасадом является одним из самых важных исторических органов в Вене. Он был построен по планам Иоганна Милани и Фердинанда Хетцендорфа с использованием труб, духовых шкафов и корпуса консоли предшествующего органа, построенного в 1673 году Францем Ксавером Кристофом в 1786 году. Она сохранилась в основном в своем первоначальном состоянии и была частично восстановлена Арнульфом Клебелем в 1972 году. В настоящее время (2013 год) он нуждается в реставрации и практически не пригоден для игры.

## Надгробные памятники
В церкви миноритов находится надгробный памятник либреттисту и драматургу Пьетро Метастазио, который, однако, был похоронен в церкве Михаэлеркирхе. Здесь также похоронена графиня Маргарита Маульташ (Тирольская). В районе современной капеллы Антония (бывшей капеллы Людвига) находится недоступная гробница семьи Хойос, где, среди прочего, находится медный гроб с останками мистика Кристины Риглерин. Под аркадами на южной стороне церкви находятся остатки надгробий, свидетельствующие о личностях, первоначально похороненных в окрестностях монастыря миноритов.

## Мозаичная копия «Тайной вечери» Леонардо да Винчи

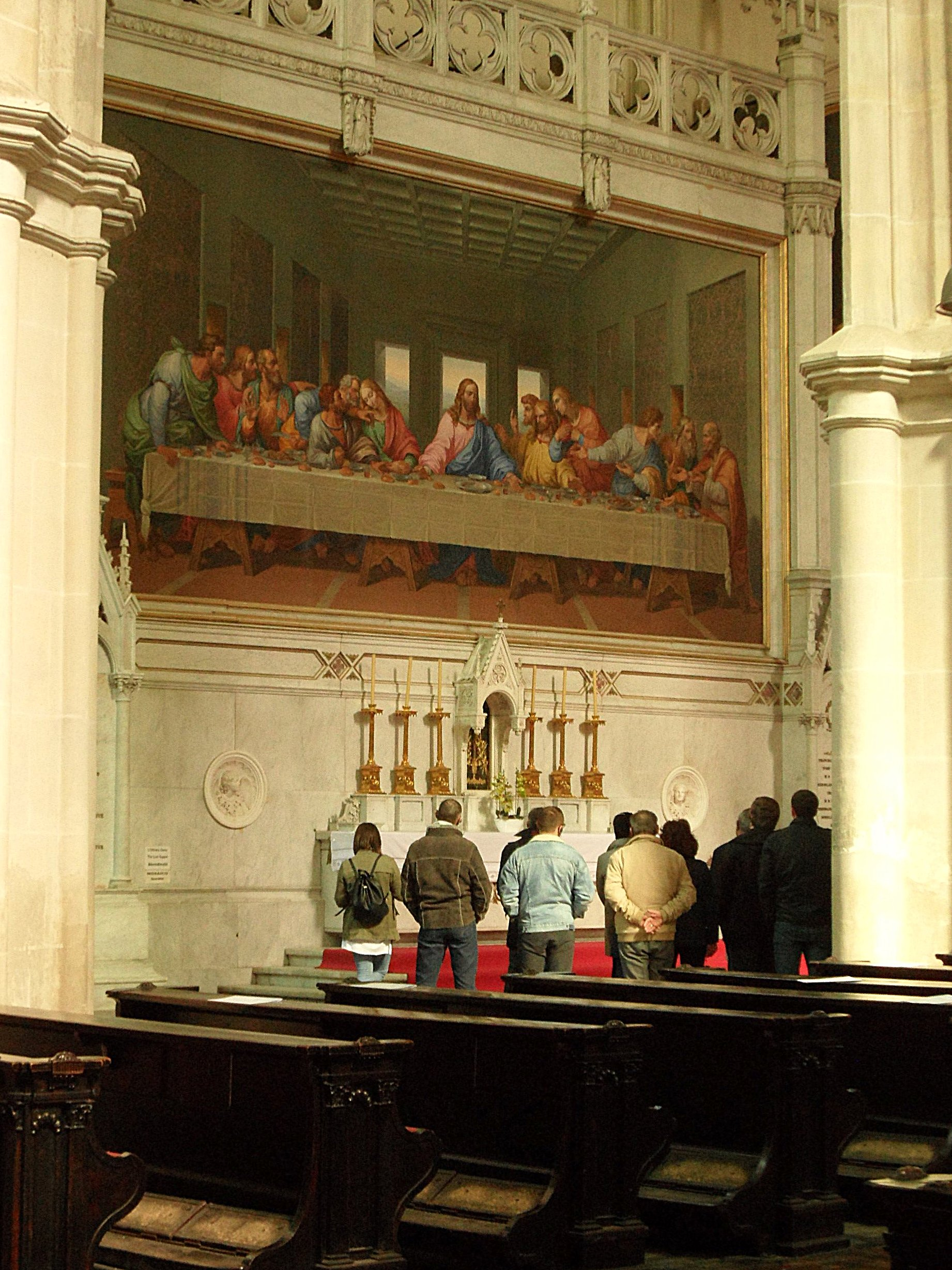
Тайная вечеря. Мозаика Дж. Босси и Дж. Раффаэлли по росписи Леонардо да Винчи. 1807—1809

Указом от 24 апреля 1807 года вице-король Италии, принц Евгений Богарне заказал изобретателю «римской мозаики» Джакомо Рафаэлли копию находящейся в Милане росписи Леонардо да Винчи «Тайная вечеря» из мозаики в натуральную величину. Намерение заказчика заключалось в том, чтобы сохранить в долговечной мозаичной технике произведение Леонардо, которое уже в то время находилось в очень плохом состоянии. Подготовительный картон в натуральную величину сделал художник Джузеппе Босси. Работа, в которой сотрудничали сын мастера Винченцо и мастера Джузеппе Роккеджани и Гаэтано Руспи, продолжалась много лет. Произведение предназначалось для парижского Лувра, но после падения Наполеона на неё заявили права Габсбурги. Мозаика была приобретена австрийским императором Францем I. 11 августа 1818 года произведение перевезли в Вену. Однако мозаика оказалась слишком большой для предполагаемого места её установки в Бельведере. Проживавшие в городе итальянцы просили, чтобы мозаика по произведению Леонардо была помещена в итальянской национальной церкви Миноритенкирхе, вблизи алтаря, созданного архитектором Фридрихом Августом фон Стахе. Мозаика была перенесена на новое место 26 марта 1847 года.

## Выставки
В 2006 году в Миноритенкирхе прошла выставка «Леонардо да Винчи, человек — художник — гений». Куратором выставки был Дэвид Сайн, продюсером — Кристоф Рахофер.
Все известные картины Леонардо да Винчи были показаны в оригинальном размере. Благодаря цифровой обработке некоторые из оригинальных цветов стали видимыми. Для перспективы Тайной вечери была проведена экспериментальная установка, которая доказала, что перспектива Тайной вечери является центральной перспективой, в которой точка зрения находится на уровне храма фигуры Христа. Чтобы доказать это, была установлена лестница, которая позволяла зрителю принять эту точку обзора. Точное расстояние до зрителя было рассчитано Дэвидом Сэйном с помощью компьютерной модели. Центр картины, как определил Леонардо да Винчи, — это храм фигуры Христа и одновременно точка, где сходятся все (перспективные) лучи. Леонардо определял лучи с помощью гвоздя и натянутых шнуров.